# 南方香简草
南方香简草（学名：Keiskea australis）为唇形科香简草属下的一个种。列入《世界自然保护联盟濒危物种红色名录》（IUCN）——近危（NT）。